# 조반니 2세 벤티볼리오

조반니 2세 벤티볼리오의 초상화 (에르콜레 데 로베르티 1480년경 작).

조반니 2세 벤티볼리오(Giovanni II Bentivoglio, 1443년 2월 12일 - 1508년 2월 15일)는 볼로냐의 참주로서 1463년부터 1506년까지 통치했던 이탈리아의 귀족이다. 그는 정식적인 지위를 지니진 않았지만, 볼로냐의 "제1 시민"으로 권력을 지녔었다. 벤티볼리오 가문은 1443년부터 볼로냐를 통치해왔으며, 볼로냐의 시뇨리아 직을 끊임없이 굳히는 작업을 했었다.

## 배경
조반니 2세는 볼로냐의 참주인 안니발레 1세 벤티볼리오와 돈니나 비스콘티(Donnina Visconti)의 아들로 볼로냐에서 태어났다. 그는 1445년 6월에 그의 아버지가 정치적 숙적인 바티스타 칸네스키(Battista Canneschi)에게 살해당할 당시 어린아이였다.
출처가 정확하진 않지만 에르콜레 벤티볼리오의 아들로 인정받은 안니발레 1세의 친척인 산테 1세에게서 볼로냐를 계승받았다. 본래 피렌체의 양털 길드의 도제였던 산테는 볼로냐의 시뇨레로서 1443년부터 통치해왔다. 1463년에 산테가 사망하자, 조반니 2세 벤티볼리오는 명목적으로는 교황 특사하의 교회 영지에 불가했지만, 그는 성공적으로 스스로 볼로냐의 군주가 되었다. 1464년 5월 2일에 그는 산테의 과부 지네르바 스포르차와 혼인했다. 1446년에 그는 교황 바오로 2세에게서 영구 볼로냐 의회장의 특권을 얻었다.
마키아벨리는 안니발레에 대해 서술하길 "그에게 음모를 꾸며왔던 칸네스키에게 살해당했으며, 어린 시절의 조반니를 제외하고는 그의 가족 누구도 살아남지 못 했다. 그의 암살이 이뤄지자마자, 볼로냐 사람들은 들고 일어나 모든 칸네스키 가문 출신들을 죽였다. 대중들에게서 불어온 호의는 벤티볼리오 가문이 볼로냐에서 신망을 지녔였었고, 이는 대단한 것이였다. 그럼에도 안니발레가 죽은 후 볼로냐를 통치할 이가 남아있지 않자, 볼로냐 사람들은 그때까지만 해도 대장장이의 아들(산테)로 알려져 있었던 피렌체 벤티볼리오 가문의 누군가 살아 있다는 소문을 듣고, 볼로냐인들은 그를 피렌체에서 데려다가 도시의 통치를 맡겼다. 그리고 그는 조반니가 통치할 수 있는 나이가 될 때까지 그곳을 통치했습니다." (군주론, 19장)

## 볼로냐의 통치자
이탈리아의 다른 강력한 가문들의 지지를 확실하기 하기 위하여, 조반니는 직접 콘도티에로로 활동하였다. 1467년에 그는 바르톨로메오 콜레오니를 상대로 하는 피렌체, 밀라노, 나폴리에서 근무했었으며, 1471년에는 다시 밀라노에서 활동했지만, 그의 첫 군사적 행위는 스포르차 가문을 위해 파엔차를 포위했던 1477년 때이다. 페라라 전쟁 중이던 1482년에 그는 교황 식스토 4세와 베네치아를 상대로 싸우던 에르콜레 1세 데스테를 지원했다. 그는 나중에 나폴리 왕국을 위해 작은 분쟁에서 싸웠지만, 그의 참가는 항상 볼로냐 의회에 의해 통제를 받았다.
1488년에 그의 딸 프란체스카가 남편이자 파엔차의 군주였던 갈레오토 만프레디를 독살시켰다. 파엔차의 시민들은 도시를 정복하기 위한 주술로 개입한거라 여겨, 반란을 일으켰다. 조반니가 반란을 진압하기 위해 파엔차에 도착했지만, 그는 붙잡히고 말았다. 그는 로렌초 데 메디치의 중재를 통해 풀려날 수 있었다. 같은 해 그는 밀라노 군의 카피타노 제네랄레(총사령관)가 되었지만 이는 조반니에겐 명예로운 직위뿐이였기에 그의 아들들에게 명령권을 남긴다. 1488년에 조반니는 말베치(Malvezzi) 가문이 일으킨 음모를 분쇄시켜냈으며, 그 가문 출신들 대부분의 목을 매달거나 추방시켰다. 1501년에 같은 운명이 마레스코티 가문을 강타했다.
조반니는 팽창주의를 펼쳤던 체사레 보르자에게 저항을 했었지만, 1506년 10월 7일에 교황 율리오 2세가 권좌에서 물러날 것과 파문을 공포하였고 볼로냐도 파문에 놓였다. 루이 12세가 보낸 부대와 함께 교황군이 볼로냐로 진격해오자 조반니 2세와 그의 가문원들은 도망쳤다. 1503년에 즉위한 교황 율리오 2세는 외국의 지배에서 해방된 강하고 독립된 교황직을 이탈리아에 정립하고자 노력했다. 우선 알렉산데르 6세 치세하에 교황령을 가문의 영지로 만들었던 체사레 보르자를 제거하였다. 체사레의 세력이 쇠약해지자 볼로냐는 자치권을 강화하여 독립하고자 했다. 법적으로는 교황령이였던 지역들을 직활령으로 만들고자 했던 교황 율리오 2세는 이를 허용치 않았다. 1506년에는 그가 직접 군대를 지휘하여 볼로냐(Bologna)를 점령하였고 11월 10일 당당하게 볼로냐에 입성하였다. 그런후 교황대사를 파견하여 통치하였다.
조반니는 팔라비치니 가문이 통치하던 부세토로 처음 자리를 옮겼었다. 그의 아들 안니발레 2세와 에르메스가 1507년에 볼로냐 탈환 시도를 하였으나 실패하고 말았다. 볼로냐인들은 나중에 도시에 남아있는 그의 재산들에 폭동을 일으켰고, 궁전을 파괴했다.
파문당한 조반니는 밀라노에서 루이 12세의 포로로서 그의 나날들을 보냈고 1508년 스포르체스코 성에서 생을 마감했다.
조반니 벤티볼리오는 1504년에 유명 점성술사인 루카 가우리코에게 그와 그의 아들들에 운명을 점춰 달라고 한적이 있었다고 한다. 가루리코의 부정적인 예언에 화가난 벤티볼리오는 그를 줄로 꽁꽁 묶는 고문을 하고 볼로냐에서 추방시켰다.

## 개요
조반니 2세 벤티볼리오는 훌륭한 궁전을 유지하고 특히 수로를 개발하는 등의 볼로냐의 미관을 개선시키며, 반 세기에 가까운 기간을 순조롭게 통치를 해왔다. 하지만 볼로냐의 빈곤은 도시와 화려함과 축제와는 극명한 대비를 보였다.
그가 의뢰한 작품들 중에는 산자코모(San Giacomo) 아치길을 통해 오타토리오 디 산타 체실리아(Oratorio di Santa Cecilia)에 있는 성 세실리아의 생애를 담은 프레스코화가 있다. 이 프레스코화는 그 당시 볼로냐에 거주했었던 프란체스코 프란치아, 로렌초 코스타, 아미코 아스페르티니 같은 예술가들이 투입되어 그려졌다.  산 자코모 마조레 바실리카의 벤티볼리오 가문 예배당에서 보관하던 로렌초 코스타의 벤티볼리오 가문 제단화는 말베치 가문의 암살 시도에서 자신들의 가문이 무사하게 벗어난 것에 대해 감사를 드리며 봉헌시킨 조반니 2세 벤티볼리오의 의뢰품이다. 벤티볼리오는 또한 건축가 G. 나디(G. Nadi)에게 벤티볼리오 궁전 건설을 의뢰하여, 1498년에 건축이 시작되었다. 시간이 흘러 러시아에 정착한 볼로냐 출신 건축가 아리스톨레 피오라반티는 포데스타 궁전의 재건 계획을 세웠었지만, 1484년에서 94년까지 벤티볼리오에 의해 시행에 옮기지 못 하였다.

## 가족과 후손
1464년 5월 2일, 조반니는 페사로의 군주인 알레산드로 스포르차의 사생아 출신 딸이자 조반의 친척이자 전임자인 산테 벤티볼리오의 미망인이였던 지네르바 스포르차(1440–1507)와 혼인했다.그들의 결혼 이전에도 관계가 있었을 것으로 추정된다. 그녀는 다른 일과 함께 그의 고문이였다. 지네르바는 그 사이에서 16명의 자녀를 낳았고, 그 중 다섯 명은 유아 때 사망하였다. 다른 이들은 다음과 같다:

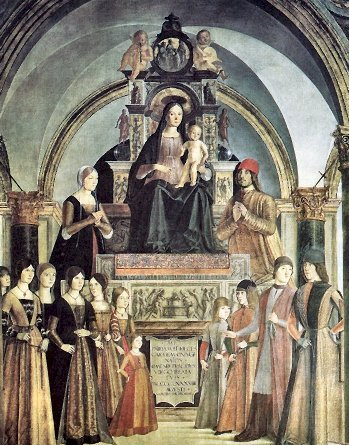
로렌초 코스타가 그린 벤티볼리오 가정

- 안니발레 2세 벤티볼리오 (1469–1540) : 에르콜레 1세 데스테의 딸 루크레치아(Lucrezia)와 혼인하였으며, 1511년에서 1512년까지 볼로냐의 군주였다.
- 에르메스 벤티볼리오 (1475–1513)
- 알레산드로 벤티볼리오(Alessandro Bentivoglio , 1474–1532) : 이폴리타 스포르차(Ippolita Sforza)와 혼인함
- 카밀라(Camilla) : 성체축일에 수녀가 되었다.
- 이소타(Isotta) : 성체축일에 수녀가 되었다.
- 프란체스카(Francesca) : 갈레오토 만프레디와 혼인함
- 안톤갈레아초 벤티볼리오 : 추기경
- 엘레오노라(Eleonora)
- 라우라(Laura) : 조반니 곤차가(Giovanni Gonzaga)의 아내
- 비올란테(Violante) : 판돌포 4세 말라테스타의 아내
- 비안카(Bianca)

조반니는 또한 또 다른 딸인 카밀라 벤티볼리오(Camilla Bentivoglio)를 가졌었는데(사생아인지 아닌지는 알려지지 않음), 어머니는 '루크레치아 데스테'라고 전해진다. 여기서의 루크레치아는 에르콜레 1세 데스테의 딸이자 조반니의 며느리이며, 이는 추측에 불가하다. 카밀라는 곤차가 가문의 자손 (루도비코 3세 곤차가의 남계 가문의 손자)인 피로 곤차가에 혼인 보내졌다. 그 둘 사이에서 얼마나 많은 자식을 두었는지는 알려지지 않았지만, 3명만은 알려져있다:
- 이사벨 곤차가(Isabel Gonzaga) : 그녀의 친척이자 그녀와 같이 루도비코 3세 곤차가의 증손인 로돌포 곤차가(Rodolfo Gonzaga)와 혼인했다.
- 카를로스 곤차가(Carlos Gonzaga)
- 루크레치아 곤차가 : 마테오 반델로의 제자

이자벨과 카를로스를 통해, 카밀라와 그녀의 아버지 조반니 2세는 룩셈부르크 대공 앙리와 그의 사촌인 벨기에 국왕 필리프의 조상이 되었다.